# Wappen Jordaniens
Als Wappen des haschemitischen Königreichs Jordanien dient das Wappen des jordanischen Königs.
Es wird umrahmt von einem außen roten, innen weißen, goldgeränderten Wappenmantel unter der goldenen Königskrone. In der Mitte steht ein nach links gewandter, natürlich dargestellter Adler auf einem blauen Globus über einem runden goldenen Schild. Hinter dem Schild sind verschiedene Waffen paarweise symmetrisch dargestellt: zwei Speere mit silbernen Spitzen, zwei goldene Krummschwerter und zweimal Pfeil (silbern) und Bogen (braun), hinzu kommen zwei Flaggen, horizontal schwarz-weiß-grün gestreift mit einem roten Dreieck am Mast. Unter dem Schild werden drei goldene Weizenähren (rechts) und ein Palmblatt (links) von einem Ordensband zusammengehalten, an dem der grün-rot-goldene, mit Diamanten besetzte jordanische Renaissance-Orden (Wisam al-Nahda) Erster Klasse hängt. Über dem Orden befindet sich ein gelbes Spruchband mit der arabischen Aufschrift Abdullah bin al-Hussein (links), König des Haschemitischen Königreichs Jordanien (Mitte), der um Hilfe und Erfolg durch Gott hofft (rechts).

## Geschichte
Das Wappen der Haschimiten wurde 1921 bereits zum Wappen Transjordaniens und 1946 mit der vollen Unabhängigkeit des Landes auch das Staatswappen. Die letzte Änderung nahm man 1999 vor, als man den Namen des vorigen Königs Hussein durch den des derzeit regierenden Abdullah II. ersetzte.

## Symbolik
- Die jordanische Königskrone symbolisiert die Monarchie, sie zeigt fünf Bügel und ist mit Rubinen und Smaragden besetzt, oben befindet sich eine silberne Speerspitze.
- Der Wappenmantel steht für die Dynastie der Haschimiten. Der rote Samt außen symbolisiert die Opferbereitschaft, die weiße Seide im Innern Reinheit. Der Mantel ist golden fimbriert und wird durch goldene Kordeln mit vier Quasten gerafft.

Flagge der Arabischen Revolte

- Die Flaggen entsprechen der Staatsflagge, allerdings ohne den weißen Stern, und stehen für die Arabische Revolte gegen das Osmanische Reich während des Ersten Weltkrieges. In diversen Farbanordnungen wurde die Flagge des arabischen Widerstands Vorbild für viele Flaggen der arabischen Welt, zum Beispiel der ersten Version der irakischen Flagge.
- Der Adler repräsentiert Kraft, Mut und Ansehen. Die jordanische Botschaft nennt seine Farbe die der Flagge des Propheten Mohammed. Die einzige Flagge, die Mohammed benutzte, war jedoch einfarbig schwarz; der Adler wird tatsächlich in natürlichen Farben dargestellt. Der Adler ist ein altes Wappensymbol in Arabien, sein Vorbild ist der Adler Saladins, der sich in vielen weiteren Staatswappen der Region findet.
- Der Globus soll die Ausbreitung der islamischen Religion und Kultur in der Welt symbolisieren.
- Der Schild ist ein Bronzeschild mit der arabesken Darstellung einer Tagetes-Blüte und soll mit den umgebenden die Verteidigung, bzw. den Kampf für die Gerechtigkeit symbolisieren.
- Der Renaissance-Orden ist die höchste zivile und militärische Auszeichnung Jordaniens.